# جورجيوس كالايتزاكيس
جورجيوس كالايتزاكيس (باليونانية: Γιώργος Καλαϊτζάκης) مواليد 2 يناير 1999 في كاندية، كريت، اليونان، هو لاعب كرة سلة يوناني. بدأ مسيرته الاحترافية في سنة 2016. يحمل الرقم 16. يبلغ طوله 6 قدم 7 بوصة (2.0 م). لعب مع نادي باناثينايكوس لكرة السلة في الدوري الأوروبي لكرة السلة.

## الإنجازات
- كأس اليونان لكرة السلة : (2015–16، 2016–17)

## روابط خارجية
- جورجيوس كالايتزاكيس على موقع الاتحاد الدولي لكرة السلة (الإنجليزية)
- جورجيوس كالايتزاكيس على موقع الدوري الأوروبي لكرة السلة (الإنجليزية)
- جورجيوس كالايتزاكيس على موقع إن بي أي (الإنجليزية)
- جورجيوس كالايتزاكيس على موقع سبورتس رفرنس (الإنجليزية)
- جورجيوس كالايتزاكيس على موقع كرة السلة الأوروبية.كوم (الإنجليزية)
- جورجيوس كالايتزاكيس على موقع ريلجم (الإنجليزية)
- جورجيوس كالايتزاكيس على موقع بروبوليرز (الإنجليزية)
- جورجيوس كالايتزاكيس على موقع سبورتس رفرنس (الإنجليزية)
- جورجيوس كالايتزاكيس على موقع سبورتس رفرنس (الإنجليزية)